# V típusú kisbolygók
A V típusú kisbolygók a színképük alapján nyerték el nevüket. Színképük ugyanis a 4 Vesta kisbolygóéra hasonlít. Ezért az e típushoz tartozó kisbolygókat Vesztoidoknak is nevezik.

## A V típusú kisbolygók színképi jellemzése
A V típusú kisbolygók erősen hasonlítanak sok színképi jellemvonásukban az S típusú kisbolygókhoz, melyeket szintén főleg kőzetek, vas és a rendes kondritokra jellemző anyagok építenek föl. A Vesta típust azonban az különíti el ezektől, hogy jelentősen több piroxént tartalmaz, mint az S típusú kisbolygók.
A V típusú kisbolygók színképében egy igen erős elnyelési vonal található a 0,75 μm hullámhossznál s egy másik az 1 μm-nél. Mindezek a színképi jellemvonások bazaltos akondritokra, más néven a HED meteoritokra is jellemző.

## Kapcsolatuk a Vesta kisbolygócsaláddal
A V típusú kisbolygók egy részének nemcsak a színképe, hanem a pályaelemei is a Vesta kisbolygóéra hasonlítanak a három fő pályaelemben, az excentricitásban, az inklinációban és a fél nagytengelyben (2,50 CsE). Ezek tehát a Vesta kisbolygócsaládnak is a tagjai, és egykor a Vesta kéregdarabjai lehettek, amiket ütközések szakíthattak le a kisbolygóról. Egy ilyen nagy ütközésről tanúskodik a Vesta déli féltekéjén megfigyelhető nagy becsapódási kráter is.